# Талмуд Давид Львович
Дави́д Льво́вич Талму́д (24 жовтня 1900, Єлисаветград — 8 лютого 1973, Москва) — радянський хімік. Член-кореспондент АН СРСР (1934). Лауреат Сталінської премії (1943).

## З біографії та досліджень
Давид Львович народився й виріс у єврейській родині в Єлисаветграді (нині Кіровоград).
Закінчив місцеву чоловічу гімназію. У 1923 році закінчив навчання в Одеському хімічному інституті й до 1925 року викладав у Одеському університеті.
Від 1930 року працював у Ленінградському інституті хімічної фізики, від 1934-го — в Інституті біохімії АН СРСР.
Давиду Талмуду належать оригінальні наукові розробки в галузі фізичної хімії поверхневих шарів та колоїдної хімії. Особливу вагу мають його дослідження будови білків. Спільно з Семеном Юхимовичем Бреслером ним створено теорію будови глобулярної макромолекули білка та діючих у ній сил.
Давид Талмуд помер у Москві 8 лютого 1973 року.

## Нагороди та премії
- Сталінська премія (1943)
- Орден Леніна